# Natalie Alyn Lind
Natalie Alyn Lind (Toronto, 1999. június 21. –) amerikai színésznő.

## Életpályája
1999. június 21-én született az Illinois állambeli Ontario településen.[forrás?] Édesapja John Lind filmproducer, édesanyja Barbara Alyn Woods színésznő. Két testvére van, Emily és Alyvia Alyn Lind.
Első kisebb szerepét 2006-ban kapta a Tuti gimi című drámasorozatban, majd két évvel később egy epizód erejéig alakította Little Roxyt a Katonafeleségek című televíziós sorozatban. 2010-ben megkapta az egyik főszerepet a Blood Done Sign My Name című drámában. Még a 2010-es évben vendégszerepeket kapott a Gyilkos elmék, az iCarly és az Elit egység epizódjaiban. 2012-ben feltűnt a Playdate című tévéfilmben, majd a 2014-es Mockingbird című horrorban alakított kisebb szerepet. 
2015-ben a Gotham című televíziós sorozatban hét epizódon keresztül formálta meg Silver St. Cloud karakterét. 2013–2020 között A Goldberg család című sorozatban huszonkét részen át láthatták a nézők, mint Dana Caldwellt. 2017-ben a The Gifted – Kiválasztottak tíz epizódjában alakította Lauren Strucker szerepét.

## Filmográfia

### Film
| Év   | Magyar cím                                                 | Eredeti cím                                              | Szerep                               | Magyar hang    |
| ---- | ---------------------------------------------------------- | -------------------------------------------------------- | ------------------------------------ | -------------- |
| 2010 |                                                            | Blood Done Sign My Name                                  | Boo Tyson                            |                |
| 2010 | Nagy badabumm                                              | Kaboom                                                   | szekta áldozata                      |                |
| 2014 |                                                            | Mockingbird                                              | Jacob barátja                        |                |
| 2023 | Az Igazság Ligája x RWBY: Szuperhősök és Vadászok, 1. rész | Justice League X RWBY: Super Heroes & Huntsmen, Part One | Wonder Woman / Diana Prince (hangja) | Staub Viktória |
| 2023 | Kedvencek temetője: Vérvonalak                             | Pet Sematary: Bloodlines                                 | Norma                                |                |
| 2025 | Marked Men – Tetovált srácok                               | Marked Men: Rule + Shaw                                  | Cora Lewis                           | Lamboni Anna   |

### Televízió
| Év        | Magyar cím                  | Eredeti cím              | Szerep              | Megjegyzések                                                      |
| --------- | --------------------------- | ------------------------ | ------------------- | ----------------------------------------------------------------- |
| 2006      | Tuti gimi                   | One Tree Hill            | Alicia              | 1 epizód                                                          |
| 2008      | Katonafeleségek             | Army Wives               | Little Roxy LeBlanc | 1 epizód                                                          |
| 2010      | Elit egység                 | Flashpoint               | Alexis Sobol        | 1 epizód                                                          |
| 2010      | iCarly                      | iCarly                   | Bree                | 1 epizód                                                          |
| 2010      | Gyilkos elmék               | Criminal Minds           | Kayla Bennett       | 1 epizód                                                          |
| 2010      |                             | November Christmas       | dédunoka / kalóz    | tévéfilm                                                          |
| 2011      | Varázslók a Waverly helyből | Wizards of Waverly Place | Marisa              | 1 epizód                                                          |
| 2012      | Gyilkos játékok             | Playdate                 | Olive Valentine     | - tévéfilm (Natalie Lind néven) - magyar hangja: - Lamboni Anna   |
| 2013      |                             | Dear Dumb Diary          | Claire Vanderhied   | tévéfilm stáblistán nincs feltüntetve                             |
| 2013–2023 | A Goldberg család           | The Goldbergs            | Dana Caldwell       | visszatérő szerep (1–3. és 7. évad) vendégszerep (4. és 10. évad) |
| 2015      |                             | Murder in the First      | Daisy               | 1 epizód                                                          |
| 2015      | Gotham                      | Gotham                   | Silver St. Cloud    | visszatérő szerep 2. évad (7 epizód)                              |
| 2016      | Lángoló Chicago             | Chicago Fire             | Laurel              | 1 epizód                                                          |
| 2017      | iZombie                     | iZombie                  | Winslow Sutcliffe   | 1 epizód                                                          |
| 2017–2019 | The Gifted – Kiválasztottak | The Gifted               | Lauren Strucker     | - főszerep - magyar hangja: - Hermann Lilla                       |
| 2019      | Napkelte                    | Daybreak                 | Mavis               | 1 epizód                                                          |
| 2019–2020 | Mondj egy mesét             | Tell Me a Story          | Ashley Rose Pruitt  | főszerep (2. évad)                                                |
| 2020–2021 | Végtelen égbolt             | Big Sky                  | Danielle Sullivan   | főszerep (1. évad)                                                |